# Schön ist ein schöner Leib, den aller Lippen preisen
Schön ist ein schöner Leib, den aller Lippen preisen ist ein Sonett von Andreas Gryphius. Die erste Fassung wurde 1637 unter der Überschrift „An eines hohen Standes Jungfraw“ in Gryphius’ erster Sonettsammlung im polnischen Lissa gedruckt, eines der 31 Lissaer Sonette.

Druck in der Auflage von 1657
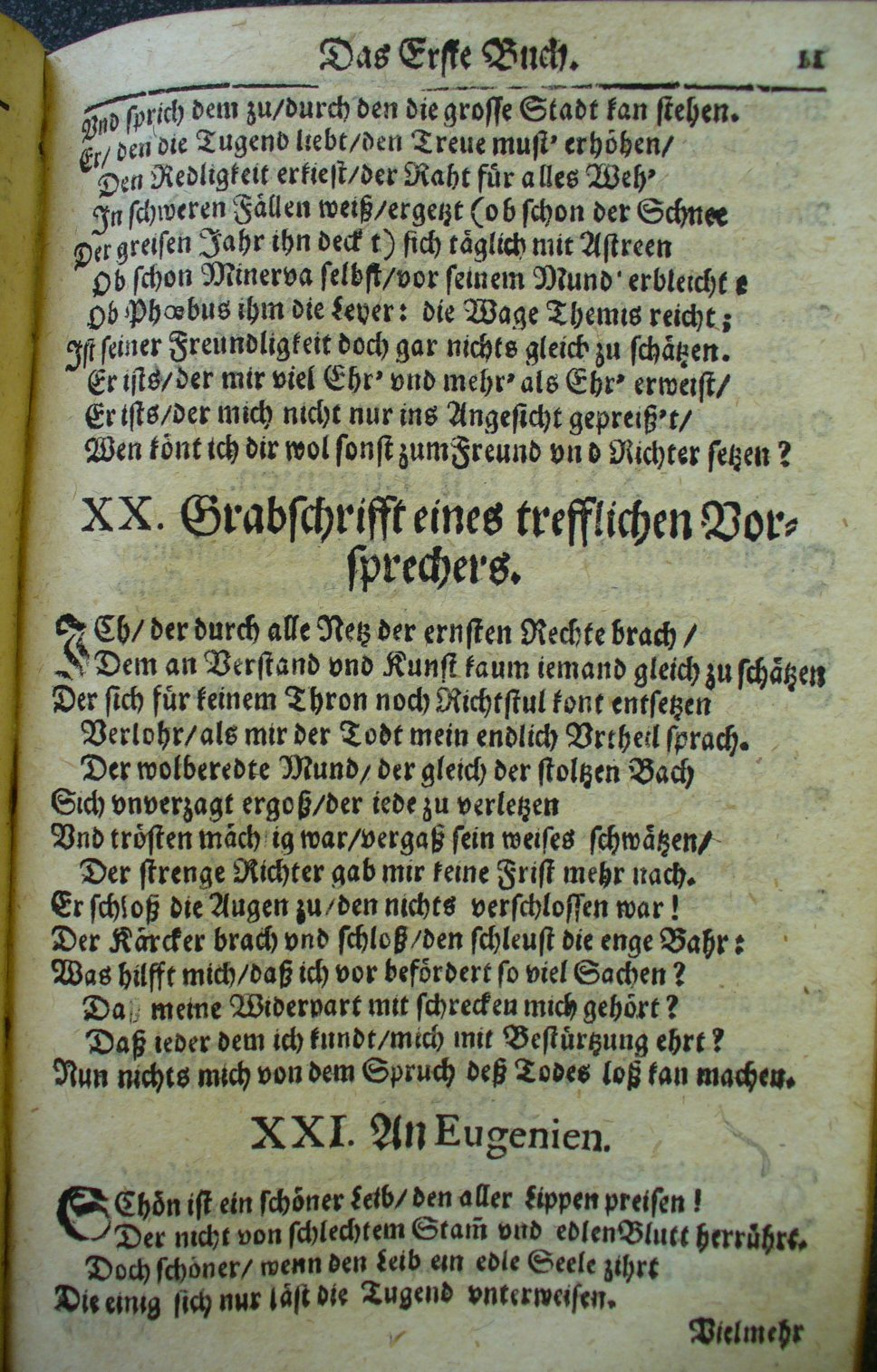
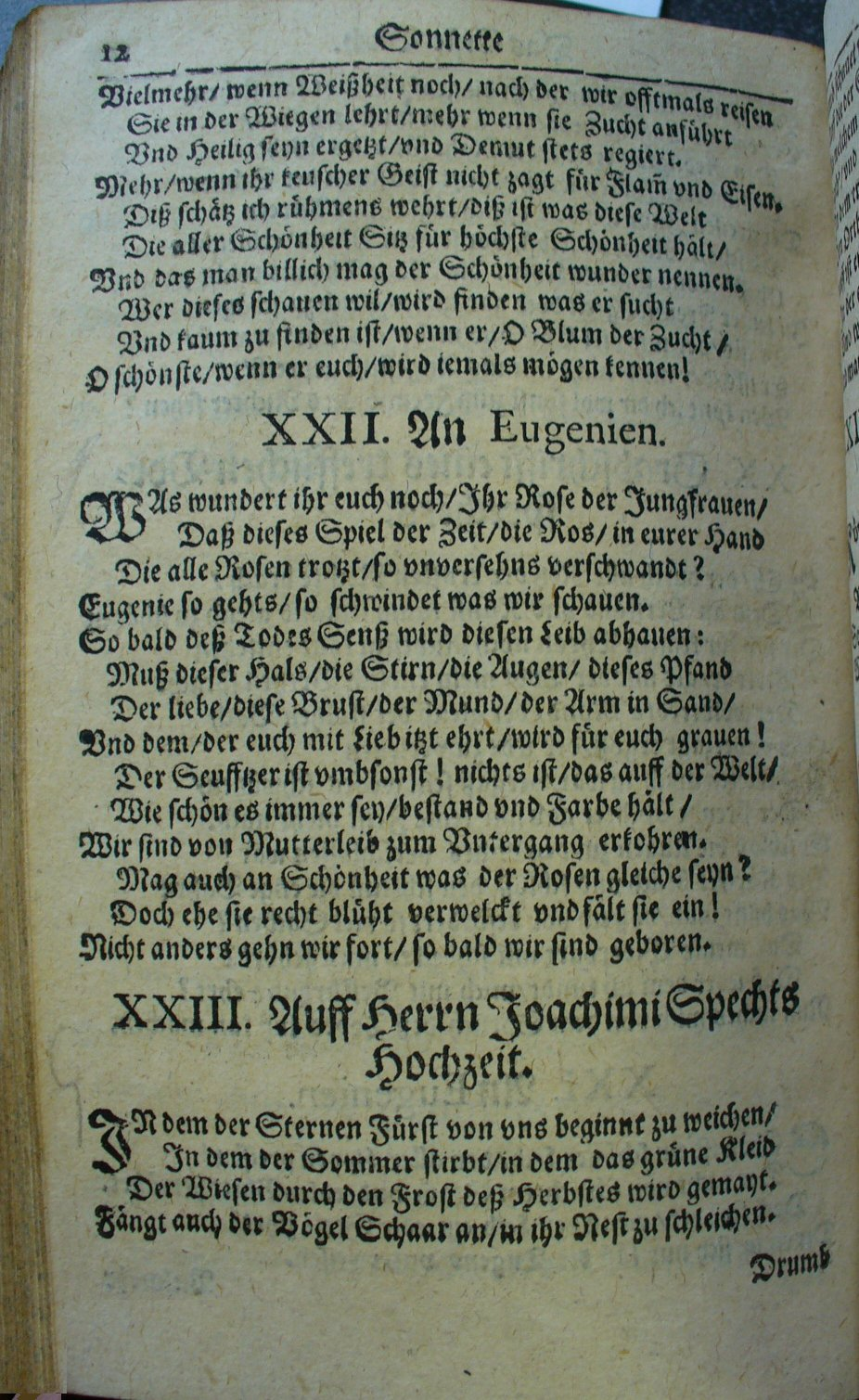

## Entstehung und Überlieferung
Gryphius hat die Lissaer Sonette ab 1634 in Danzig während des Besuchs des dortigen Akademischen Gymnasiums und anschließend auf dem Gut seines Gönners Georg Schönborner (1579–1637) in der Nähe des niederschlesischen Freystadt geschrieben. Er hat später immer wieder an ihnen gefeilt. So ist „Schön ist ein schöner Leib, den aller Lippen preisen“ in Gryphius’ Lebzeiten zu vier weiteren Auflagen gekommen, stark verändert 1643, gegenüber 1643 wenig verändert 1650, 1657 und 1663. Seit 1643 lautet die Überschrift „An Eugenien“. Die Lissaer Fassung hat zunächst Victor Manheimer 1904, dann Marian Szyrocki 1963 neu gedruckt, die 1663er Ausgabe letzter Hand unter anderen Thomas Borgstedt 2012. Aus Szyrockis und Borgstedts Ausgaben stammen die folgenden Texte.

## Text
An eines hohen Standes Jungfraw. (1637)

EIn wolgestalter Leib ist billich zuerheben /

 Noch billicher / wenn Er von Edlem Blut herrührt /

 Vnd ein geschickte Seel in selbsten einlosirt /

Welch einig sich bemüht der Weißheit nach zu streben /

Der Weißheit / so vns lehrt der Richtschnur gleiche Leben /

 Die Frömigkeit außsteckt / so mag ein solche Zierd /

 Durch keine Menschen Zung recht werden außgeführt:

Ist denn Auffrichtigkeit Ihmb noch darzu gegeben /

 Vnd Demut / die man kaum bey hohen Leuten find;

 Vnd Freundligkeit die fast bey Reich vnd Arm verschwind;

So mag die schöne Welt wol solche Schönheit nennen /

 Das schönste Wunderwerck / wer diß zu schawn begehrt /

 Wird seines Wuntsches seyn zum vberfluß gewehrt /

Wofern Er Euch nur kan / O Schönste / recht erkennen.
An Eugenien. (1663)

SChön ist ein schöner Leib / den aller Lippen preisen!

 Der von nicht schlechtem Stamm und edlem Blutt herrührt.

 Doch schöner / wenn den Leib ein’ edle Seele zihrt

Die einig sich nur läst die Tugend unterweisen.

Vilmehr / wenn Weißheit noch / nach der wir offtmals reisen

 Sie in der Wigen lehrt / mehr wenn sie Zucht anführt

 Vnd heilig seyn ergetzt / die nur nach Demutt spür’t /

Mehr / wenn ihr keuscher Geist nicht zagt für Flamm und Eisen.

 Diß schätz ich rühmens wehrt / daß ist was dise Welt

 Die aller Schönheit Sitz für höchste Schönheit hält /

Vnd daß man billich mag der Schönheit Wunder nennen.

 Wer dises schauen wil / wird finden was er sucht

 Vnd kaum zu finden ist / wenn er / O Blum de Zucht /

O schönste / wenn er euch / wird was genauer kennen!

## Interpretation
Die Interpretation geht von der 1663er Fassung aus.

### Die Eugenien-Gedichte
Gryphius hat zahlreiche Gedichte an fiktionale Personen gerichtet, meist satirische Spottgedichte, in der Sonettausgabe von 1643 etwa „An Lucinden“, „An Poetum“, „An Iolinden“. Ganz anderen, nämlich den Charakter durchweg positiver Liebesgedichte, haben die „Eugenien-Gedichte“. Die beiden frühesten sind die Lissaer Sonette „Schön ist ein schöner Leib, den aller Lippen preisen“ und „Was wundert Ihr Euch noch, Ihr Rose der Jungfrauen“, beide erst 1643 mit der fiktiven Anrede „An Eugenien“ überschrieben. In der 1643er Sonettausgabe und im „Ander Buch“ von 1650 kamen zwei weitere Sonette desselben Titels hinzu, „Gleich als ein Wandersmann, dafern die trübe Nacht“ und „Wenn meine Seel in Euch, mein Licht, wie kann ich leben?“. Insgesamt hat Gryphius nach Dieter Arendt, schließt man die Epigramme ein, „etwa zehn“ Eugenien-Gedichte drucken lassen. Als sein Sohn Christian 1698 eine posthume Gesamtausgabe herausbrachte, enthielt sie sieben weitere Eugenien-Sonette aus dem Nachlass.
Zuerst hat Victor Manheimer die Vermutung geäußert, die „Eugenie“ der Gedichte könne Schönborners Tochter Elisabeth gewesen sein: „Man möchte an die junge Gräfin Schönborn denken, die ihm  […] mit dem Laureatuskranz schmückte.“ Schönborner hatte Gryphius am 30. November 1937 zum poeta laureatus gekrönt, und die vierzehnjährige Elisabeth hatte ihm den selbstgewundenen Lorbeerkranz aufgesetzt. Schönborner starb am 23. Dezember 1637. Gryphius begleitete im Mai 1638 dessen beide Söhne auf die Universität Leiden, ging anschließend auf eine große Studien- und Bildungsreise und kehrte erst 1647 in seine schlesische Heimat zurück. Hier erfuhr er, dass Elisabeth am 25. Mai 1647 einen schlesischen Adeligen geheiratet hatte. Gryphus selbst heiratete im Januar 1649 Rosina Deutschländer, die Tochter eines wohlhabenden Fraustadter Bürgers.
Victor Manheimer, Marian Szyrocki und Dieter Arendt haben die Spuren dieser Geschichte in den Gedichten wiederzufinden gesucht. Insbesondere hat Arendt vermutet, Gryphius habe die sieben Nachlass-Sonette, als zu unkaschiert, bewusst zurückgehalten; zusammen mit den „noch unbearbeiteten und unverstellten Lissaer Eugenien-Sonetten“ spiegelten sie Erlebtes relativ offen wider. Die Abreise nach Leiden und der Schmerz der Ferne etwa spreche aus den Nachlass-Versen
SO fern / mein Licht / von euch / so fern von euch gerissen /

 Theil ich die trübe Zeit in Schmertzen und Verdruß /

 Und wünsch all Augenblick daß mir des Himmels Schluß

Erlaub euch bald voll Lust und unverletzt zu grüssen.
Bei den späteren Überarbeitungen habe Gryphius die Eugenien-Gedichte immer entschiedener in das überkommene und zeitgenössische Modell der erotischen Poesie eingepasst, den Petrarkismus.
Die Gleichsetzung Eugenies mit Elisabeth Schönborner ist in der Forschung weitgehend akzeptiert, eine enge Parallelisierung mit Gryphius’ Biographie wird skeptisch betrachtet. Fritz Cohen zitiert zustimmend eine Bemerkung René Welleks, barocke Bilder und Katachresen seien oft nicht Ausdruck von Erlebtem, sondern „decorative over-elaborations of a highly conscious, sceptical craftsman, the pilings-up of calculated surprises“ – „dekorative Ausarbeitungen eines höchst bewussten, skeptischen Künstlers, Häufungen wohlgeplanter Überraschungen“. Nach Wolfram Mauser ist das biographische Element für die Gedichte weitgehend belanglos. „Wer immer ‚Eugenie‘ und ‚Lucinde‘ waren, sie erscheinen im Gedicht als Träger von Werten – Schönheit und Tugend –, denen man hohen Rang zumaß. Schönheit wird dabei zum Korrelat des ethischen Vorzugs und umgekehrt.“ Jedoch hat Arendts vorsichtige Zusammenfassung Bestand: „Die Sonette, wie immer sie in der Schultradition stehen, sind, wie man schwerlich bestreiten kann, Zeugnisse eines inneren Lebens; freilich geht der persönliche Stil im Epochenstil auf und man wird nicht von einer Erlebnis- und Ausdrucksdichtung sprechen können, aber in einer Zeit, da die persönlichen, das eigene Innere spiegelnden Gedichte wenig galten gegenüber den in der poetischen Konvention stehenden Sonetten, ist es erstaunlich genug, daß sie überhaupt entstanden.“

### Form
Beide Fassungen sind wie Gryphius’ meiste Sonette in Alexandrinern verfasst. Das Reimschema lautet „abba abba“ für die Quartette und „ccd eed“ für die Terzette. Die Verse mit den „a“- und „d“-Reimen sind dreizehnsilbig, die Reime weiblich, die Verse mit den „b“-, „c“- und „e“-Reimen sind zwölfsilbig, daher hier entsprechend den Ausgaben von Szyrocki und Borgstedt eingerückt, die Reime männlich.

### Schönheitslob
Obwohl zum „Kern der Liebeslyrik“ von Andreas Gryphius gehörend, ist „Schön ist ein schöner Leib, den aller Lippen preisen“ kein typisches Liebesgedicht. Das Wort „Liebe“ kommt in keiner der beiden Fassungen vor. Mit dem anschließenden „Was wundert Ihr Euch noch, Ihr Rose der Jungfrauen“ bildet es innerhalb der Lissaer Sonette die eigene kleine Gruppe Schönheitslob. Darauf weist schon der 1643er Titel hin. Er ist zwar erstens fiktiver Name einer Dame und zweitens Übersetzung des Titels der Lissaer Fassung im Sinne von „Edelgeborene, Adlige“. Drittens aber hat nach Günther Weydt, dessen Interpretation prägend gewirkt hat, das griechische εὐγενής (eugenḗs) die Zusatzbedeutung „von hochsinnigem, edelgesinnten Charakter“. So wird das Sonett zu einem Gedicht über das „Eugenes-Sein“, das nun durch alle Schichten der Bedeutungen und Bezüge durchgespielt wird.
Die Aspekte des „Eugenes-Seins“ reichen von ein „schöner Leib“ (Vers 1), Abkunft von „nicht schlechtem Stamm und edlem Blutt“ (Vers 2), über die ethische Norm der „Tugend“ (Vers 3–4) bis zu den Kardinaltugenden „Weißheit“, sapientia (Vers 5), und „Zucht“, temperantia (Vers 6), und schließlich den diese übersteigenden christlichen Tugenden der „Demutt“, humilitas (Vers 7) und Tapferkeit, Leidensbereitschaft, Glaubenstreue, fortitudo, constantia, die selbst vor dem Martyrium nicht zurückschreckt (Vers 8): „Mehr / wenn ihr keuscher Geist nicht zagt für Flamm und Eisen“. „Dabei folgen alle diese namhaft gemachten Bedeutungen und Bezüge dieses einen Grundwortes nicht einfach in einer parataktisch geordneten, planen Reihung aufeinander […], sondern überbieten und vertiefen sich gemäß dem Prinzip der Steigerung von Bestimmung zu Bestimmung, ohne Ruhepunkt, treibend bis zu jener Grenze, die Quartette und Terzette voneinander scheidet.“ An dieser Grenze breche die von Komparativen – „schöner“, „Vilmehr“, „mehr wen“, „Mehr / wen“ – forcierte Steigerung scharf ab, verschwimme in dem unscheinbaren Parallelismus „Diß schätz ich […] daß ist was dise Welt“, „um dann in den beiden letzten Versen des ersten Terzetts in einer die Summe ziehenden Formel eine letztmögliche Überbietung durch Steigerung im Superlativischen zu erhalten: ‚aller Schönheit Sitz‘ ‚höchste Schönheit‘, ja ‚der Schönheit Wunder‘“. „Schön – schöner – am schönsten“ fasst Andreas Solbach zusammen.
Das zweite Terzett fängt die etwas abstrakte Lobformel des ersten Terzetts überraschend auf und setzt sie um in die Pointe, argutia des Sonetts. Bis zu den Versen 12 und 13 wird das Thema „Eugenität“ behandelt –
Wer dises schauen wil / wird finden was er sucht

Vnd kaum zu finden ist / wenn er / O Blum der Zucht /
um im letzten Vers, was vom Titel her von vorneherein naheliegt, auf eine Dame angewandt zu werden, die fiktive Eugenie:
O schönste / wenn er euch / wird was genauer kennen!
„‚Der Schönheit Wunder‘ wird in Eugenie somit als tatsächliche Wirklichkeit vorgestellt.“ Die Pointe wird rhetorisch kunstvoll inszeniert: durch dreimalige Apostrophierung der Dame „O Blum“ – „O schönste“ – „euch“; durch den zweimaligen, zur Achse des Beginns von Vers 14 chiastisch gestellten Nebensatzbeginn „wenn er“; und durch die Stellung der direkten Anrede „euch“ in der Versmitte, unmittelbar vor der Zäsur.

### Pädagogik und Selbstdarstellung
Im Lob der Verbindung von körperlicher und seelischer Schönheit, der Kalokagathie, entspricht das Sonett nach Solbach der petrarkistischen Liebeslyrik. Jedoch sei die Leibferne dem Petrarkismus fremd. Es fehle jede Schönheitstopik der Körperteile, wie sie etwa Christian Hoffmann von Hoffmannswaldau in seinem Sonett „Beschreibung vollkommener Schönheit“ dekliniert:
Ein haar, so kühnlich trotz der Berenice spricht,

ein mund, der rosen führt und perlen in sich heget,

Ein zünglein, so ein gifft vor tausend hertzen träget,

 Zwo brüste, wo rubin durch alabaster bricht […].
Gryphius Gedicht wolle nicht eine individuelle Adressatin preisen, sondern ein Idealbild entwerfen, dem die Angesprochene ähnlich werden solle. An der Spitze einer Hierarchie der Liebe stehe so etwas wie Märtyrersinn, konkret die Bereitschaft, für das im habsburgischen Schlesien verfolgte lutherische Bekenntnis einzutreten. „Gryphius entwirft ein christlich-humanistisches Bildungsziel für eine junge Adelige, indem er deren Adel zum Ausgangspunkt und Endziel macht. Eugenie ist nicht nur Chiffre für Elisabeth Schönborner, sondern gleichzeitig und gleichrangig für die Objekte eines spezifisch auf den Adel ausgerichteten Bildungsprogramms, das […] auf Tugend und konfessionelle constantia als wichtigstes Persönlichkeitsmerkmal abzielt.“ In ein Liebesgedicht infundiere Gryphius religiös-konfessionelle Motive und überforme so die ursprüngliche Thematik von Eros, Schönheit und Begehren.
Zu dieser pädagogischen Intention kommt nach Solbach eine Selbstdarstellung des Autors. „Er nämlich formuliert das Ideal, er leitet dazu an, und er dekretiert auch, dass nur in diesem Ideal die Schönheit sich verkörpere. […] Damit zeigt er seine Fähigkeiten und seine dignitas als Autor.“ Indem er dem Adel ein Bildungsziel vorschreibe, eröffne er auch dem bürgerlichen Protagonisten die Möglichkeit, den „Adel des Geistes“ und der rechten Gesinnung zu erwerben und damit in ideologischer Hinsicht Gleichrangigkeit zu behaupten. Die aus der lateinischen Liebeselegie bekannte Formel des Poeta als amator, des Dichters als Liebenden, ent-erotisiere Gryphius zu poeta als dux, Dichter als Führer in weltlichen und religiösen Fragen.

### Die Lissaer Fassung
Die Germanisten unterscheiden sich in ihrer Wertschätzung dieser oder jener Fassung Gryphiusscher Gedichte. Nach Szyrocki gewannen die Sonette bei den Überarbeitungen an Glätte, verloren aber oft „an Gewicht, an Natürlichkeit“. Dagegen urteilt Weydt, Gryphius’ spätere Redaktionen seien oft höchst souveräne Neuschaffungen gewesen und hätten meist „zu überzeugenderen Leistungen geführt“. Bei „Schön ist ein schöner Leib, den aller Lippen preisen“ hat nach Weydt und Cohen die Beachtung der Grenze zwischen den Oktetten und den Terzetten, in der Lissaer Fassung durch Lage mitten in dem Satz
Ist denn Auffrichtigkeit Ihmb noch darzu gegeben /

 Vnd Demut / die man kaum bey hohen Leuten find
verwischt, den Aufbau gestrafft. In der 1637er Version seien nüchterne Aussagesätze spannungslos aneinandergereiht, wobei das Wiederaufgreifen von Satzteilen – „der Weißheit nach zu streben / Der Weißheit / so vns lehrt“ Vers 4 und 5) – zwar das Verständnis kläre, aber nicht poetisch zwingend sei. Im Ersatz von 1637 „Vnd ein geschickte Seel in selbsten einlosirt“ durch 1663 „Doch schöner / wenn den Leib ein’ edle Seele zihrt“ sei „ein’ edle Seele“ eleganter als „ein geschickte Seel“, und das Fremdwort „einlosirt“ sei dem Geschmack der Zeit gemäß eliminiert worden. Vers 8 der 1663er Fassung mit seinem Preis von Keuschheit und Glaubenstreue – „Mehr / wenn ihr keuscher Geist nicht zagt für Flamm und Eisen“ – sei ein genuiner Höhepunkt. „Certainly nothing in the Lissa edition is equal to it in impact.“ – „Nichts in der Lissaer Ausgabe kommt ihm an Eindrücklichkeit gleich.“
Im zweiten Terzett der Lissa-Fassung findet Cohen eine von der 1663er Fassung abweichende Pointe. 1663 wird „der Schönheit Wunder“ (Vers 11) in Eugenie somit als tatsächliche Wirklichkeit vorgestellt (siehe oben). Auch 1637, so Cohen, lege der Satz
[…] wer diß zu schawn begehrt /

Wird seines Wuntsches seyn zum vberfluß gewehrt /
zunächst nahe, dass das Ideal, „das schönste Wunderwerck“ (Vers 12), wirklich existiert. „This moment of optimistic anticipation is however destroyed, swiftly and efficiently by another shift in mode to the provisional ‚Wofern Er Euch nur kan / O Schönste / recht erkennen‘.“ – „Dieser Augenblick optimistischer Erwartung wird aber schnell und wirksam zerstört durch den Konditionalsatz ‚Wofern Er Euch nur kan / O Schönste / recht erkennen‘.“ So dominiere am Ende der Zweifel an der Erreichbarkeit der „Schönsten“.